# 南浦大橋駅
座標: 北緯31度12分44秒 東経121度29分48秒 / 北緯31.21222度 東経121.49667度
南浦大橋駅（なんぽたいきょう-えき）は中華人民共和国上海市黄浦区に位置する上海地下鉄4号線の駅である。
当駅は2003年7月1日に発生した南浦大橋駅～塘橋駅間のトンネル内の陥没事故の影響により開業が遅れた駅の1つである。

## 駅構造
- 島式ホームを二つ上下に重ねる四号線唯一の2面2線の地下駅。建設当初の計画は他駅と同じく、島式ホーム1面2線であったが、事故のため工事は難航、橋桁の下にあるという特殊構造からこのような珍しい構造の駅となった。
- 地下一階は改札、地下二階は内回りホーム、地下三階は外回りホームである。
- ホームドア設置駅。
- 出口は3箇所ある。

## 駅周辺
- 南浦大橋バスターミナル
- 輪渡南陸線桟橋:黄浦江を渡り、中碼頭渡口へ向かう渡しがある。運賃は0.5元。

## 歴史
- 2003年7月1日 - 南浦大橋駅～塘橋駅間のトンネル内の陥没事故発生。この影響で開業が4号線の他の駅より遅れる原因となった。
- 2007年12月29日 - 開業。

## 隣の駅
■上海地下鉄4号線
塘橋駅 - 南浦大橋駅 - 西蔵南路駅